# Serbia na Mistrzostwach Świata w Lekkoatletyce 2017
Serbia na Mistrzostwach Świata w Lekkoatletyce 2017 – reprezentacja Serbii podczas mistrzostw świata w Londynie liczyła 8 zawodników, którzy nie zdobyli żadnego medalu.

## Skład reprezentacji
Mężczyźni
| Zawodnik     | Konkurencja                | Eliminacje | Eliminacje | Półfinał | Półfinał | Finał    | Finał   |
| Zawodnik     | Konkurencja                | Rezultat   | Pozycja    | Rezultat | Pozycja  | Rezultat | Pozycja |
| ------------ | -------------------------- | ---------- | ---------- | -------- | -------- | -------- | ------- |
| Milan Ristić | bieg na 110 m przez płotki | DSQ        | DSQ        | NQ       | NQ       | NQ       | NQ      |

| Zawodnik   | Konkurencja | Kwalifikacje | Kwalifikacje | Finał | Finał   |
| Zawodnik   | Konkurencja | Wynik        | Pozycja      | Wynik | Pozycja |
| ---------- | ----------- | ------------ | ------------ | ----- | ------- |
| Lazar Anić | skok w dal  | 7,71         | 23.          | NQ    | NQ      |

Dziesięciobój
| Zawodnik     | Konkurencja | 100 m | LJ   | SP    | HJ   | 400 m | 110H | DT    | PV  | JT | 1500 m | Wynik | Pozycja |
| ------------ | ----------- | ----- | ---- | ----- | ---- | ----- | ---- | ----- | --- | -- | ------ | ----- | ------- |
| Mihail Dudaš | Rezultat    | 10,75 | 7,46 | 13,02 | 2,02 | 48,08 | DSQ  | 43,23 | DNS | –  | –      | DNF   | DNF     |
| Mihail Dudaš | Punkty      | 917   | 925  | 668   | 822  | 905   | 0    | 730   | 0   | –  | –      | DNF   | DNF     |

Kobiety
| Zawodniczka     | Konkurencja         | Eliminacje | Eliminacje | Półfinał | Półfinał | Finał    | Finał   |
| Zawodniczka     | Konkurencja         | Rezultat   | Pozycja    | Rezultat | Pozycja  | Rezultat | Pozycja |
| --------------- | ------------------- | ---------- | ---------- | -------- | -------- | -------- | ------- |
| Tamara Salaški  | bieg na 400 metrów  | 52,13      | 23.        | NQ       | NQ       | NQ       | NQ      |
| Amela Terzić    | bieg na 1500 metrów | 4:08,55    | 22.        | NQ       | NQ       | NQ       | NQ      |
| Teodora Simović | maraton             | —          | —          | —        | —        | 2:59,01  | 75.     |

| Zawodniczka       | Konkurencja  | Kwalifikacje | Kwalifikacje | Finał | Finał   |
| Zawodniczka       | Konkurencja  | Wynik        | Pozycja      | Wynik | Pozycja |
| ----------------- | ------------ | ------------ | ------------ | ----- | ------- |
| Ivana Španović    | skok w dal   | 6,62         | 4. q         | 6,96  | 4.      |
| Dragana Tomašević | rzut dyskiem | 57,78        | 19.          | NQ    | NQ      |